# Nouriel Roubini
Nouriel Roubini (* 29. březen 1958 Istanbul) je americký ekonom narozený v rodině íránských Židů v Turecku. Je řazený k neokeynesiánské škole.
V jeho čtyřech letech se jeho rodina usadila v italském Miláně, kde vystudoval ekonomii na Università Commerciale Luigi Bocconi. Roku 1988 pak vystudoval mezinárodní ekonomii na Harvardu pod vedením Jeffrey Sachse. Poté se stal vyučujícím na univerzitě v Yale, pracoval pro Mezinárodní měnový fond, Světovou banku, Federální rezervní systém či izraelskou centrální banku. Jeho vliv mimořádně vzrostl poté, co předpověděl americkou hypoteční krizi roku 2007 a následnou globální ekonomickou krizi. Roku 2009 ho časopis Foreign Policy označil za 4. nejvlivnějšího intelektuála světa.